# João Dubraz
João Francisco Gonçalves Brás (Campo Maior, 21 de janeiro de 1818 – Campo Maior, 23 de setembro de 1895), mais conhecido como João Dubraz, foi um escritor português.
A Biblioteca Municipal de Campo Maior tem o seu nome.